# Розмаунт
Розмаунт (англ. Rosemount; ирл. Baile an Bhric өg, ранее был известен как Ballybrickoge) — деревня в Ирландии, находится в графстве Уэстмит (провинция Ленстер).